# HD 183552
HD 183552，又名CP-53 9585，SAO 246151、HR 7411，是一颗恒星，视星等为5.75，位于銀經344.56，銀緯-27.45，其B1900.0坐标为赤經19h 25m 0.1s，赤緯-53° -27.45′ 46″。